# バイリン右旗
バイリン右旗（バイリンうき、モンゴル語：ᠪᠠᠭᠠᠷᠢᠨ
ᠪᠠᠷᠠᠭᠤᠨ
ᠬᠣᠰᠢᠭᠤ　転写：Baɣarin Baraɣun qosiɣu）は、中華人民共和国内モンゴル自治区赤峰市に位置する旗。地方政府はタバン・バルガス（大板鎮）にある。

## 行政区画
5バルガス（鎮）、4ソム（蘇木）を管轄
- バルガス（ 鎮）
  - タバン・バルガス（大板鎮）
  - ソブラグ・バルガス（索博日嘎鎮）
  - ボルオス・バルガス（宝日勿蘇鎮）
  - バインホショー・バルガス（巴彦琥碩鎮）
  - チャガーンノール・バルガス（査干諾爾鎮）
- ソム（蘇木）
  - シラ・ムレン・ソム（西拉沐淪蘇木）
  - バインタラ・ソム（巴彦塔拉蘇木）
  - チャガーンムレン・ソム（査干沐淪蘇木）
  - ジャルガルン・ジャム・ソム（幸福之路蘇木）